# Дарја Домрачева
Дарја Владимировна Домрачева (рус. Да́рья Влади́мировна До́мрачева, блр. Дар’я Уладзіміраўна Домрачава Минск 3. август 1986) је белоруска биатлонка.

## Биографија
Дарја Домрачева је рођена 1986. у Минску у породици архитеката. Када јој је било 4 године, родитељи због посла породично преселили у сибирски град Њагањ, где су радили на његовој изградњи. Као мала Дарја је ишла на плес и кошарку, али се већ са 6 година уз свог старијег брата заинтересовала за скијашко трчање. Дарја је се у школи кретала од доброг до одличног успеха. Скоро све своје слободно време проводила је на тренинзома, дружењу и такмичењима. Школски распуст је проводила у Минску.
Године 1999. је почела да тренира и такмичи се у биатлону. Завршила је средњу економско-правну школу и уписала факултет за спортски менаџмент.

## Биатлонска каријера
Једног дана, Дарја се са породицом вратила из Њагања у Минск, где је добила понуду, од тренера женске биатлонске репрезентације, да се такмичи за Белорусију. Дарја то одмах прихвата и почиње да тренира са репрезентацијом Белорусије. Обзиром да је рођена у СССРу, који се распао 1991. шест месеци је тражила док није добила дозволу да може да наступа за Белорисију, а не за Русију. Одлучујући фактор су биле белоруске матичне књиге рођених. У то време Домрачева је већ била вишеструка јуниорска првакиња Русије и победник јуниорских такмичења на европском нивоу.
Прво велико међународно такмичење за репрезентацију Белорусије било је Светско јуниорско првенство у биатлону 2005, где је у првој трци у дисциплини појединачно за јуниорке освојила 40. место. На једном од стрелишта пао јој је диоптер, што је резултовало да је у трећем гађању имала свих 5 промашаја. У следеће две трке у спринту и потери била је убедљиво прва и постала је двострука јуниорска светска првакиња. На следећем првенству годину дана касније била је трећа у потери у категорији старијих јуниора до 21 године.
У Светском купу је дебитовала 1. децембра 2006, (сезона 2006/07.) у првом колу у шведском Естерсунду у дисциплини спринт постигавши 16 резултат  (била је друга од пет белорискх такмичара). На Светском јуниорском првенству у 2007 она је два пута је завршила као друга: у спринту и потери.
У сезони Светског купа 2008/09. је почела редовно да се пласира међу првих десет. На такмичењу у Оберхофу у трци са масовним стартом десило се нешто необично. Домрачева је повела трку и као водећа дошла на другу ватрену линију и уместо да пуца из лежећег става, пуцала је из стојећег (видео-запис). Овај инцидент није утицао на њене даље резултате. Већ на следећем у Рухполдингу осваја треће место у спринту и први пут се пење на победничко постоље, што је учинила још два пута у току те сезоне.
Годину дана касније, опет у Оберхофу, и опет у трци са масовним стартом Домрачева је била водећа са великом предности до трећег пуцања, али је прва три метка је испалила у туђу мету. Временом је схватила грешку, па је насталила да пуца у своју мету, али је добила казну од 4 казнена круга, што је било пребише да би се борила за прва три места.
На такмичењу у Контиолахтију у сезони 2009/10. попела се први пут на победничко постоље као прва у спринту и потери, а на следећем такмичењу у (Холменколену) у истим дисциплинама је 2 пута друга, изгубивши само од Немице Симон Хаусвалд.
Највећи успех у Светском купу остварила је на крају сезоне 2010/11. када је у укупном пласману дисциплине масовни старт била прва.

## Резултати

### Светски куп
| Сезона                                     | Дисциплина       | Такмичење | Такмичење | Такмичење | Такмичење | Такмичење | Такмичење | Такмичење | Такмичење | Такмичење | Такмичење | Укупно (по дисциплинама) | Укупно (по дисциплинама) | Укупно (генерално) | Укупно (генерално) |
| Сезона                                     | Дисциплина       | 1         | 2         | 3         | 4         | 5         | 6         | 7         | 8         | 9         | 10        | Бод.                     | Пласм.                   | Бод.               | Пласм.             |
| ------------------------------------------ | ---------------- | --------- | --------- | --------- | --------- | --------- | --------- | --------- | --------- | --------- | --------- | ------------------------ | ------------------------ | ------------------ | ------------------ |
| 2006/07.                                   | Спринт           | Ест 16    | Хох 5     | Хох 26    | Обе 30    | Рух 13    | —         | СП 13     | Лах 9     | Хол 9     | Хан 21    | 164                      | 15                       | 297                | 22                 |
| 2006/07.                                   | Потера           | Ест 21    | Хох 9     | —         | —         | —         | —         | СП 22     | Лах 19    | Хол 7     | Хан 6     | 125                      | 15                       | 297                | 22                 |
| 2006/07.                                   | Масовни старт    | —         | —         | —         | —         | —         | —         | СП НЗ     | —         | —         | Хан 23    | 8                        | 42                       | 297                | 22                 |
| 2007/08.                                   | Спринт           | Кон 35    | Хох 14    | Пок 41    | Обе 14    | Рух 25    | Ант 11    | СП 46     | Пхё 23    | Хан 7     | Хол 14    | 124                      | 18                       | 226                | 26                 |
| 2007/08.                                   | Потера           | Кон 30    | Хох НЗ    | —         | —         | —         | Ант 28    | СП 25     | Пхё 17    | Хан 7     | Хол 13    | 76                       | 22                       | 226                | 26                 |
| 2007/08.                                   | Масовни старт    | —         | —         | —         | —         | —         | Ант 16    | —         | —         | —         | Хол 20    | 26                       | 34                       | 226                | 26                 |
| 2008/09.                                   | Појединачно      | Эст 9     | —         | Хох 16    | —         | —         | —         | СП 11     | —         | —         | —         | 87                       | 14                       | 776                | 7                  |
| 2008/09.                                   | Спринт           | Эст 10    | Хох 7     | Хох 16    | Обе 6     | Рух 3     | Ант 2     | СП 53     | Ван 10    | Тро 9     | Хан 8     | 329                      | 5                        | 776                | 7                  |
| 2008/09.                                   | Потера           | Эст 7     | Хох НЗ    | —         | —         | Рух 9     | Ант 3     | СП 5      | —         | Тро 6     | Хан 21    | 214                      | 8                        | 776                | 7                  |
| 2008/09.                                   | Масовни старт    | —         | —         | —         | Обе НЗ    | —         | Ант 19    | СП 6      | —         | Тро 4     | Хан 4     | 146                      | 7                        | 776                | 7                  |
| 2009/10.                                   | Појединачно      | Ест 3     | —         | Пок 16    | —         | —         | —         | ОИ 3      | —         | —         | —         | 121                      | 4                        | 770                | 6                  |
| 2009/10.                                   | Спринт           | Ест 57    | Хох 28    | Пок 4     | Обе 27    | Рух 4     | — ОИ 8    | Кон 1     | Хол 2     | Хан 19    | 283       | 6                        |                          | 770                | 6                  |
| 2009/10.                                   | Потера           | —         | Хох 20    | Пок 6     | —         | —         | — ОИ 15   | Кон 1     | Хол 2     | —         | 199       | 4                        |                          | 770                | 6                  |
| 2009/10.                                   | Масовни старт    | —         | —         | —         | Обе 9     | Рух 7     | ОИ 6      | —         | Хол 8     | Хан 14    | 140       | 8                        |                          | 770                | 6                  |
| 2010/11.                                   | Појединачно      | Ест 35    | —         | Пок 18    | —         | Рух 48    | —         | —         | —         | СП 19     | —         | 51                       | 29                       | 862                | 6                  |
| 2010/11.                                   | Спринт           | Ест 3     | Хох 2     | Пок 21    | Обе 4     | Рух 14    | Ант 60    | Пре 11    | Фор 6     | СП 26     | Хол 3     | 323                      | 7                        | 862                | 6                  |
| 2010/11.                                   | Потера           | Ест 8     | Хох 3     | —         | —         | Рух 13    | —         | Пре 3     | Фор 8     | СП 35     | Хол 2     | 252                      | 5                        | 862                | 6                  |
| 2010/11.                                   | Масовни старт    | —         | —         | —         | Обе 15    | —         | Ант 3     | —         | Фор 3     | СП 2      | Хол 1     | 236                      | 1                        | 862                | 6                  |
| 2010/11.                                   | Штафета          | —         | Хох 7     | —         | Обе 3     | —         | Ант 4     | —         | —         | СП 3      | —         | —                        | —                        | —                  | —                  |
| 2010/11.                                   | Мешовита штафета | —         | —         | —         | —         | —         | —         | —         | —         | —         | —         | СП 10                    | —                        | —                  | —                  |
| Легенда: НЗ — Стартовала, а није завршила. |                  |           |           |           |           |           |           |           |           |           |           |                          |                          |                    |                    |
| Ажурирано: 23. март 2011.                  |                  |           |           |           |           |           |           |           |           |           |           |                          |                          |                    |                    |